# Jakten till månen
Jakten till månen (originaltitel: Atrapa la bandera) är en spanska dator-animerad komedifilm från 2015 skriven och regisserad av Enrique Gato.

## Handling
Mike Goldwing, en lycklig, beslutsam 12-årig pojke, är son och sonson till NASA-astronauter. Hans farfar Frank, en en gång vördad men nu glömd pensionerad astronaut, lever sina dagar isolerade från sin familj efter att ha missat sin stora chans att flyga till månen med Neil Armstrong och Buzz Aldrin som en del av Apollo XI-uppdraget. När en excentrisk miljardär sätter en ond plan för att flyga till månen, stjäla månens stora mineralresurser och förstöra den amerikanska flaggan som Apollo XI-teamet planterar, ger Mike ut på ett magnifikt äventyr som en rymdskepp på rymdfärjan. Tillsammans med sin farfar, bästa vänner Amy och Marty och en smart kameleon spränger Mike ut till månen för att fånga flaggan och återförena sin familj.

## Röster
- Dani Rovira – Richard Carson
- Michelle Jenner – Amy González
- Camillo García – Frank Goldwing
- Xavier Cassan – Bill Gags
- Oriol Tarrago – Igor
- Carme Calvell – Mike Goldwing
- Javier Balas – Marty Farr
- Toni Mora – Scott Goldwing
- Marta Barbara – Samantha Goldwing